# Sportverein 1916 Sandhausen 2008-2009
Questa voce raccoglie le informazioni riguardanti lo Sportverein 1916 Sandhausen nelle competizioni ufficiali della stagione 2008-2009.

## Stagione
Nella stagione 2008-2009 il Sandhausen, allenato da Gerd Dais, concluse il campionato di 3. Liga al 8º posto.

## Rosa
| N. |                      | Ruolo | Calciatore         |
| -- | -------------------- | ----- | ------------------ |
| 1  | Germania (bandiera)  | P     | Michael Gurski     |
| 3  | Germania (bandiera)  | D     | Marcel Throm       |
| 4  | Germania (bandiera)  | D     | Mario Göttlicher   |
| 5  | Germania (bandiera)  | D     | Christian Beisel   |
| 6  | Germania (bandiera)  | C     | Boris Kolb         |
| 7  | Germania (bandiera)  | C     | Benjamin Waldecker |
| 8  | Germania (bandiera)  | C     | Patrick Brechtel   |
| 9  | Germania (bandiera)  | A     | Christian Haas     |
| 11 | Argentina (bandiera) | C     | Leandro Grech      |
| 13 | Germania (bandiera)  | P     | Sven Hoffmeister   |
| 14 | Germania (bandiera)  | C     | Jan Fießer         |
| 15 | Germania (bandiera)  | D     | Patrick Kirsch     |

| N. |                       | Ruolo | Calciatore         |
| -- | --------------------- | ----- | ------------------ |
| 16 | Portogallo (bandiera) | C     | Roberto Pinto      |
| 17 | Germania (bandiera)   | D     | Benjamin Maas      |
| 19 | Germania (bandiera)   | C     | Robin Hadameck     |
| 20 | Turchia (bandiera)    | A     | Emre Öztürk        |
| 21 | Serbia (bandiera)     | A     | Sreto Ristić       |
| 22 | Germania (bandiera)   | P     | Jörg Staniczek     |
| 23 | Germania (bandiera)   | C     | Alf Mintzel        |
| 24 | Germania (bandiera)   | D     | Denis Bindnagel    |
| 27 | Germania (bandiera)   | C     | Nicolai Müller     |
| 28 | Germania (bandiera)   | D     | Alexander Eberlein |
| 30 | Germania (bandiera)   | C     | Marco Manske       |
| 33 | Germania (bandiera)   | A     | Danko Boskovic     |

## Organigramma societario
Area tecnica
- Allenatore: Gerd Dais
- Allenatore in seconda:
- Preparatore dei portieri: Uwe Nägele
- Preparatori atletici:

## Calciomercato

### Sessione estiva
| Acquisti | Acquisti        | Acquisti               | Acquisti |
| R.       | Nome            | da                     | Modalità |
| -------- | --------------- | ---------------------- | -------- |
| D        | Denis Bindnagel | Hoffenheim             |          |
| C        | Jan Fießer      | Hessen Kassel          |          |
| C        | Leandro Grech   | Erzgebirge Aue         |          |
| P        | Michael Gurski  | Coblenza               |          |
| A        | Christian Haas  | Reutlingen             |          |
| C        | Robin Hadameck  | Sandhausen U19         |          |
| D        | Benjamin Maas   | Stoccarda U19          |          |
| C        | Marco Manske    | Wacker Burghausen      |          |
| A        | Emre Öztürk     | Wolfsburg              |          |
| A        | Sreto Ristić    | Eintracht Braunschweig |          |
| P        | Jörg Staniczek  | Darmstadt              |          |
| D        | Marcel Throm    | Siegen                 |          |

| Cessioni | Cessioni          | Cessioni         | Cessioni |
| R.       | Nome              | a                | Modalità |
| -------- | ----------------- | ---------------- | -------- |
| A        | Emmanuel Akwuegbu | Elversberg       |          |
| C        | Volkan Altın      | Antalyaspor      |          |
| A        | William Anane     | Siegen           |          |
| D        | Benjamin Barg     | Wuppertal        |          |
| D        | Tim Bauer         | Siegen           |          |
| C        | Christian Essig   | Heidenheim       |          |
| P        | Florian Hickel    | Neckarelz        |          |
| D        | Marcel Löbich     | Astoria Walldorf |          |
| P        | Marjan Petković   | FSV Francoforte  |          |
| C        | Daniel Ruf        | Bahlinger SC     |          |

### Sessione invernale
| Acquisti | Acquisti           | Acquisti       | Acquisti |
| R.       | Nome               | da             | Modalità |
| -------- | ------------------ | -------------- | -------- |
| D        | Alexander Eberlein | Monaco 1860    |          |
| D        | Patrick Kirsch     | Reutlingen     |          |
| C        | Nicolai Müller     | Greuther Fürth |          |

| Cessioni | Cessioni          | Cessioni       | Cessioni |
| R.       | Nome              | a              | Modalità |
| -------- | ----------------- | -------------- | -------- |
| D        | Marco Stark       | Erzgebirge Aue |          |
| A        | Jürgen Schmid     | Jahn Ratisbona |          |
| C        | Max Englert       | Karlsruhe II   |          |
| D        | Christian Fickert | Neckarelz      |          |
| A        | Velimir Grgić     | Holstein Kiel  |          |
| C        | Alberto Méndez    | Weiden         |          |

## Risultati

### 3. Liga

#### Girone di andata
| Arbitro: | Fleischer |

|          |           |                        |
| Pinto 5’ | Marcatori | 71’ Stickel 78’ Sailer |

| Arbitro: | Kuhl |

|                                         |           |                               |
| Oehrl 17’, 30’ Heider 26’ Bargfrede 80’ | Marcatori | 47’ Öztürk 72’, 90’ Bindnagel |

| Arbitro: | Valentin |

|                                       |           |  |
| Grgić 21’ Mintzel 23’, 50’ Öztürk 89’ | Marcatori |  |

| Arbitro: | Leicher |

|  |           |               |
|  | Marcatori | 9’ Göttlicher |

| Arbitro: | Schriever |

|                      |           |  |
| Beisel 64’ Grgić 79’ | Marcatori |  |

| Arbitro: | Schumacher |

|                             |           |  |
| Fink 62’ Schweinsteiger 66’ | Marcatori |  |

| Arbitro: | Siebert |

|                          |           |                                     |
| Calamita 62’ Schmidt 67’ | Marcatori | 18’ Grech 66’ (rig.) Pinto 79’ Haas |

| Arbitro: | Stieler |

|                            |           |  |
| Schmid 22’, 50’ Ristić 54’ | Marcatori |  |

| Arbitro: | Trautmann |

|                       |           |                            |
| Hensel 54’ Paulus 61’ | Marcatori | 36’ Mintzel 62’ Göttlicher |

| Arbitro: | Steinberg |

|                      |           |  |
| Ristić 14’ Grech 80’ | Marcatori |  |

| Arbitro: | Thielert |

|                                          |           |  |
| Moosmayer 32’ Unger 53’ Aidoo 86’ (rig.) | Marcatori |  |

| Arbitro: | Blos |

|                                  |           |                              |
| Mintzel 52’ Ristić 63’ Pinto 76’ | Marcatori | 13’ Sikorski 71’, 83’ Müller |

| Arbitro: | Achmüller |

|                 |           |           |
| Rudy 88’ (rig.) | Marcatori | 22’ Grech |

| Arbitro: | Kampka |

|  |           |                         |
|  | Marcatori | 56’ Morys 83’ Tosunoğlu |

| Arbitro: | Willenborg |

|                              |           |                 |
| Younga-Mouhani 38’ Stuff 82’ | Marcatori | 70’, 79’ Öztürk |

| Arbitro: | Fischer |

|           |           |              |
| Pinto 25’ | Marcatori | 5’ Heinzmann |

| Arbitro: | Pflaum |

|            |           |            |
| Bröker 39’ | Marcatori | 17’ Öztürk |

| Arbitro: | Leicher |

|  |           |             |
|  | Marcatori | 18’ Kruppke |

| Arbitro: | Gorniak |

|                          |           |  |
| Schembri 72’ Ziegner 80’ | Marcatori |  |

#### Girone di ritorno
| Aalen 21 dicembre 2008, ore 14:00 CET 20ª giornata | Aalen    | 0 – 0 referto | Sandhausen | Scholz-Arena (2 970 spett.)\| Arbitro: \| Kunzmann \| |
| Arbitro:                                           | Kunzmann |               |            |                                                       |

| Arbitro: | Hammer |

|                                |           |              |
| Pinto 20’ (rig.), 44’ Haas 39’ | Marcatori | 16’ Feldhahn |

| Arbitro: | Seemann |

|               |           |                      |
| Güvenışık 61’ | Marcatori | 57’ Kirsch 81’ Grech |

| Arbitro: | Gorniak |

|                             |           |  |
| Pinto 40’ (rig.) Müller 80’ | Marcatori |  |

| Arbitro: | Joerend |

|                                             |           |                        |
| Langeneke 39’ (rig.) Kadah 48’ Lambertz 51’ | Marcatori | 12’ Boskovic 66’ Pinto |

| Arbitro: | Kuhl |

|                                   |           |                   |
| Göttlicher 3’ Öztürk 8’ Pinto 59’ | Marcatori | 81’ (rig.) Copado |

| Arbitro: | Wenkel |

|            |           |            |
| Öztürk 77’ | Marcatori | 51’ Cappek |

| Arbitro: | Ittrich |

|                      |           |          |
| Würll 45’ Schmid 51’ | Marcatori | 65’ Haas |

| Arbitro: | Christ |

|  |           |                        |
|  | Marcatori | 2’ Müller 14’ Agyemang |

| Arbitro: | Steinhaus-Webb |

|                   |           |               |
| Fießer 67’ (aut.) | Marcatori | 81’ Bindnagel |

| Arbitro: | Perl |

|                       |           |          |
| Fießer 37’ Müller 51’ | Marcatori | 22’ Rauw |

| Arbitro: | Schempershauwe |

|                          |           |            |
| Badstuber 60’ Müller 78’ | Marcatori | 75’ Öztürk |

| Arbitro: | Hammer |

|            |           |             |
| Fießer 52’ | Marcatori | 73’ Schwabe |

| Arbitro: | Blos |

|  |           |                           |
|  | Marcatori | 8’, 65’ Müller 62’ Öztürk |

| Sandhausen 3 maggio 2009, ore 14:00 CEST 34ª giornata | Sandhausen | 0 – 0 referto | Union Berlino | Hardtwaldstadion (4 150 spett.)\| Arbitro: \| Steuer \| |
| Arbitro:                                              | Steuer     |               |               |                                                         |

| Arbitro: | Stieler |

|         |           |  |
| Damm 5’ | Marcatori |  |

| Arbitro: | Achmüller |

|                 |           |                      |
| Ristić 26’, 73’ | Marcatori | 45’ Dobrý 50’ Savran |

| Arbitro: | Zwayer |

|                                           |           |                                    |
| Năstase 3’ (rig.), 82’ (rig.) Onuegbu 75’ | Marcatori | 10’ Boskovic 45’ Müller 56’ Öztürk |

| Arbitro: | Perl |

|                       |           |                           |
| Ristić 31’ Öztürk 35’ | Marcatori | 49’ Amirante 53’ Schembri |

## Statistiche

### Statistiche di squadra
| Competizione | Punti | In casa | In casa | In casa | In casa | In casa | In casa | In trasferta | In trasferta | In trasferta | In trasferta | In trasferta | In trasferta | Totale | Totale | Totale | Totale | Totale | Totale | DR |
| Competizione | Punti | G       | V       | N       | P       | Gf      | Gs      | G            | V            | N            | P            | Gf           | Gs           | G      | V      | N      | P      | Gf     | Gs     | DR |
| ------------ | ----- | ------- | ------- | ------- | ------- | ------- | ------- | ------------ | ------------ | ------------ | ------------ | ------------ | ------------ | ------ | ------ | ------ | ------ | ------ | ------ | -- |
| 3. Liga      | 50    | 19      | 8       | 7       | 4       | 32      | 20      | 19           | 4            | 7            | 8            | 26           | 32           | 38     | 12     | 14     | 12     | 58     | 52     | +6 |
| Totale       | 50    | 19      | 8       | 7       | 4       | 32      | 20      | 19           | 4            | 7            | 8            | 26           | 32           | 38     | 12     | 14     | 12     | 58     | 52     | +6 |

### Andamento in campionato
| Giornata  | 1  | 2  | 3  | 4 | 5 | 6 | 7 | 8 | 9 | 10 | 11 | 12 | 13 | 14 | 15 | 16 | 17 | 18 | 19 | 20 | 21 | 22 | 23 | 24 | 25 | 26 | 27 | 28 | 29 | 30 | 31 | 32 | 33 | 34 | 35 | 36 | 37 | 38 |
| --------- | -- | -- | -- | - | - | - | - | - | - | -- | -- | -- | -- | -- | -- | -- | -- | -- | -- | -- | -- | -- | -- | -- | -- | -- | -- | -- | -- | -- | -- | -- | -- | -- | -- | -- | -- | -- |
| Luogo     | C  | T  | C  | T | C | T | T | C | T | C  | T  | C  | T  | C  | T  | C  | T  | C  | T  | T  | C  | T  | C  | T  | C  | C  | T  | C  | T  | C  | T  | C  | T  | C  | T  | C  | T  | C  |
| Risultato | P  | P  | V  | V | V | P | V | V | N | V  | P  | N  | N  | P  | N  | N  | N  | P  | P  | N  | V  | V  | V  | P  | V  | N  | P  | P  | N  | V  | P  | N  | V  | N  | P  | N  | N  | N  |
| Posizione | 13 | 18 | 14 | 8 | 5 | 9 | 8 | 4 | 4 | 4  | 5  | 5  | 6  | 7  | 9  | 10 | 9  | 10 | 10 | 10 | 9  | 9  | 7  | 9  | 8  | 9  | 9  | 9  | 10 | 9  | 9  | 9  | 8  | 8  | 9  | 9  | 9  | 8  |

Legenda:

Luogo: C = Casa; T = Trasferta. Risultato: V = Vittoria; N = Pareggio; P = Sconfitta.

### Statistiche dei giocatori
| C. Beisel      | 24 | 1  | 5 | 0 |
| D. Bindnagel   | 35 | 3  | 5 | 0 |
| D. Boskovic    | 16 | 2  | 1 | 0 |
| P. Brechtel    | 3  | 0  | 0 | 0 |
| A. Eberlein    | 17 | 0  | 1 | 0 |
| J. Fießer      | 20 | 2  | 3 | 0 |
| L. Grech       | 35 | 4  | 1 | 1 |
| V. Grgić       | 15 | 2  | 1 | 0 |
| M. Gurski      | 37 | 0  | 3 | 0 |
| M. Göttlicher  | 28 | 3  | 6 | 1 |
| C. Haas        | 26 | 3  | 2 | 0 |
| R. Hadameck    | 0  | 0  | 0 | 0 |
| S. Hoffmeister | 1  | 0  | 1 | 0 |
| P. Kirsch      | 17 | 1  | 3 | 0 |
| B. Kolb        | 31 | 0  | 5 | 1 |
| B. Maas        | 0  | 0  | 0 | 0 |
| M. Manske      | 1  | 0  | 0 | 0 |
| A. Mintzel     | 23 | 4  | 7 | 0 |
| A. Méndez      | 2  | 0  | 0 | 0 |
| N. Müller      | 18 | 5  | 2 | 0 |
| R. Pinto       | 33 | 9  | 4 | 0 |
| S. Ristić      | 30 | 6  | 2 | 0 |
| J. Schmid      | 14 | 2  | 3 | 0 |
| J. Staniczek   | 0  | 0  | 0 | 0 |
| M. Stark       | 15 | 0  | 4 | 0 |
| M. Throm       | 33 | 0  | 4 | 0 |
| B. Waldecker   | 15 | 0  | 1 | 0 |
| E. Öztürk      | 31 | 11 | 1 | 0 |